# Cèl·lules Comunistes Combatents
Cèl·lules Comunistes Combatents (CCC; en francès Cellules communistes combattantes) va ser una organització armada comunista de guerrilla urbana belga.

## Història
Les CCC van actura durant menys de dos anys a mitjan anys 1980, dedicades a la propaganda armada a les fronteres de Bèlgica. Van atacar els enemics declarats del comunisme, més concretament l'OTAN i interessos empresarials belgues i internacionals que consideraven com a executors de l'imperialisme, com MAN SE, Honeywell, el partit polític Christen-Democratisch en Vlaams, Motorola, Bank of America o Grup ING entre d'altres. Tot i advertir sempre les autoritats abans d'un atemptat, les bombes de les CCC van provocar diversos ferits i la mort de dos bombers.
El 1985, la cadena d'atemptats de les CCC van sacsejar la Bèlgica i crear un malestar social generalitzat. El govern va desplegar 1.000 soldats de l'exèrcit com a part del pla de seguretat del primer ministre Wilfried Martens.
El desembre de 1985, la policia va detenir el líder i fundador de les CCC, Pierre Carette, i d'altres membres en una hamburgueseria. La condemna de Carette el 14 de gener de 1986 va significar, a la pràctica, la dissolució de les CCC.
Pierre Carette va sortir de la presó el febrer del 2003. El 2008, Pierre Carette i Bertrand Sassoye van ser arrestats de nou per violar la llibertat condicional i per connexions amb l'organització armada italiana Partito Comunista Politico-Militare, però van ser alliberats pels tribunals el 18 de juny.